# Подарък
Подарък е предмет, който се дава, предлага на някого безвъзмездно в знак за обич, любов, уважение и др.;дар.
Въпреки че даването на подарък може да включва очакване на реципрочност, подаръкът трябва да бъде безплатен. В много страни актът на взаимна размяна на пари, стоки и т.н. може да поддържа социалните отношения и да допринесе за социалното сближаване между хората. 
Като разширение терминът подарък може да се отнася до всеки предмет или помощ, което прави другия по-щастлив или по-малко натъжен, особено като действие, включително прошка и доброта. Подаръците се поднасят преди всичко по поводи като рождени дни и празници.
Синоними на подарък са дар, дарение, армаган или сувенир. Подаръците имат за цел да направят някого щастлив. Обикновено човекът, който прави подаръка, не очаква нищо в замяна.

## Опаковане
В много култури, особено западните, традицията повелява подаръците да са красиво опаковани. За целта те се обвиват в специална опаковъчна хартия, завързват се с панделка и се поставя малка поздравителна картичка с информация от кого е подаръкът. Цветът на опаковките е различен в зависимост от случая. За деня на любовта, който се празнува на 14 февруари, предпочитаните цветове са розово и червено, за Коледа, 25 декември – червено, зелено и златно. В китайската култура червеният цвят носи късмет. Когато се роди момче, обичаят дава предпочитание на синия цвят за подаръци, а когато се роди момиче, обикновено се дава предпочитание на розовия.

## Празнични случаи
Някои от празниците, на които е прието да се правят подаръци, са:
- Коледа – коледните подаръци обикновено са големи, а децата ги очакват от дядо Коледа
- Свети Валентин – най-предпочитаният подарък е шоколад
- Нова година – в някои страни вместо на Коледа, подаръците се дават на Нова година
- Сватба – за предпочитани са предмети от бита, като електрически домакински уреди или парични суми
- Рожден ден – подаръците варират в зависимост от възрастта и финансовите възможности
- Годишнина
- Пенсиониране
- Завършване на гимназия или университет, дипломиране

Подаръци могат да се правят и без причина. Така например учениците подаряват цветя на любимите си учители в знак на благодарност. Един съпруг може да подари скъп ювелирен предмет на съпругата си в знак на обич и признателност. Един родител може да купи подарък на децата си и да им го даде без конкретен повод.